# 하워드 러트닉
하워드 윌리엄 러트닉(영어: Howard William Lutnick, 1961년 7월 14일~)은 미국의 상무장관이자 버나드 제럴드 캔터의 뒤를 이어 캔터 피츠제럴드의 사장이 된 미국의 억만장자 사업가이다. 도널드 트럼프 미국 대통령의 오랜 친구로 알려져 있다.

## 경력

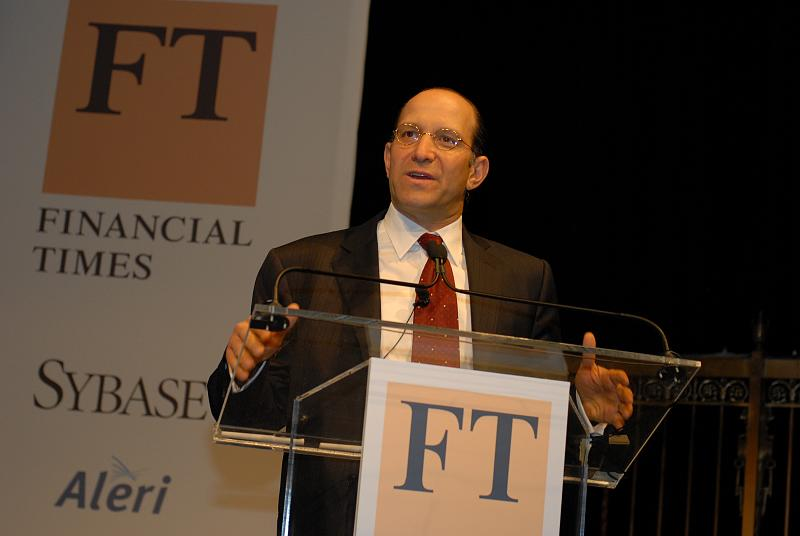
2007년 뉴욕시 월가 치프리아니에서 열린 파이낸셜 타임스 일렉트릭 머니 컨퍼런스에서 연설을 하고 있는 러트닉

러트닉은 대학을 졸업한 해인 1983년, 캔터 피츠제럴드에 입사하였다. 1991년, 회사 사장 겸 CEO로 임명되었고 1996년에는 회장직에 올랐다.
2001년 9·11 테러로 형제를 포함해 직원 658명을 잃었다. 러트닉의 회사는 뉴욕 세계 무역 센터 꼭대기 층에 있었지만, 세계 무역 센터 건물 붕괴 사고 당시에는 사무실에 없어 화를 면하였다. 이후 그는 회사 이름을 따, 테러와 자연 재해로 피해를 입은 가족을 돕는 캔터 피츠제럴드 구호 기금을 통해 자선 활동을 한 것으로 유명해졌다.
2018년 9월 기준, 캔터 피츠제럴드 지분의 60%를 소유하고 있으며 순자산은 최소 15억 달러이다.
2024년, 도널드 트럼프 2기 행정부를 위한 정권 인수위원회 공동위원장을 맡았다. 인수위의 주요 역할은 대통령 취임식 전까지 연방정부 주요 보직 4000개 자리에 들어갈 후보를 선발하는 것이다.

## 경제
러트닉은 대(對)중국 강경파로 알려져 있다. 그는 2024년 10월 트럼프 후보의 대통령 유세에서 "미국은 소득세가 없고 관세만 있었던 20세기 초 가장 번영했다"고 말하기도 하였다.
"관세는 대통령이 쓸 수 있는 놀라운 도구이다. 미국을 세우기 위해 관세를 사용해야 한다."— 러트닉 (미국 CNBC와의 인터뷰 중)

비트코인 등 가상 자산에 우호적인 입장을 취한다. 그는 비트코인 또한 금과 석유와 같은 '상품'으로 분류해야 한다고 주장하였다. 일각에서는 가상 자산에 부정적이던 트럼프의 생각을 바꾼 사람이 그였다는 주장도 나온다.